# Temple (Oklahoma)
Temple és un poble dels Estats Units a l'estat d'Oklahoma. Segons el cens del 2000 tenia 1.146 habitants.

## Demografia
Segons el cens del 2000, Temple tenia 1.146 habitants, 488 habitatges, i 301 famílies. La densitat de població era de 337,8 habitants per km².
Dels 488 habitatges en un 27,3% hi vivien nens de menys de 18 anys, en un 46,1% hi vivien parelles casades, en un 12,9% dones solteres, i en un 38,3% no eren unitats familiars. En el 34,4% dels habitatges hi vivien persones soles el 18,2% de les quals corresponia a persones de 65 anys o més que vivien soles. El nombre mitjà de persones vivint en cada habitatge era de 2,27 i el nombre mitjà de persones que vivien en cada família era de 2,93.
Per edats la població es repartia de la següent manera: un 24,3% tenia menys de 18 anys, un 7,9% entre 18 i 24, un 24,2% entre 25 i 44, un 21,2% de 45 a 60 i un 22,5% 65 anys o més.
L'edat mediana era de 40 anys. Per cada 100 dones de 18 o més anys hi havia 84,7 homes.
La renda mediana per habitatge era de 18.864 $ i la renda mediana per família de 24.688 $. Els homes tenien una renda mediana de 26.806 $ mentre que les dones 17.708 $. La renda per capita de la població era de 12.448 $. Entorn del 22,8% de les famílies i el 29,5% de la població estaven per davall del llindar de pobresa.

## Poblacions més properes
El següent diagrama mostra les poblacions més properes.